# Бродфорд
Бродфорд (англ. Broadford; ирл. Béal an Átha, ранее был известен как Killaliathan или Killagholehane) — деревня в Ирландии, находится в графстве Лимерик (провинция Манстер).

## Демография
Население — 313 человек (по переписи 2006 года). В 2002 году население составляло 300 человек.
Данные переписи 2006 года:
| Общие демографические показатели |               |                               |                               |      |      |
| Всё население                    | Всё население | Изменения населения 2002—2006 | Изменения населения 2002—2006 | 2006 | 2006 |
| 2002                             | 2006          | чел.                          | %                             | муж. | жен. |
| 300                              | 313           | 13                            | 4,3                           | 164  | 149  |